# Zucker – Eine wirklich süße Katastrophe
Zucker – Eine wirklich süße Katastrophe ist ein deutscher Fernsehfilm von Rainer Erler aus dem Jahr 1989. In dem Film werden mögliche Auswirkungen von Aktivitäten gentechnisch veränderter Mikroorganismen in unterhaltsamer Weise dargestellt. 

## Handlung
Die Ehe des Forscherehepaares Kaminski ist davon geprägt, dass der eine Partner dem anderen in der Forschung eine Nasenlänge voraus sein möchte. Auf der Suche nach Recycling-Bakterien, die die wachsenden Müllberge verschwinden lassen sollen, erzeugt Lydia Kaminski-Smith durch Genmanipulation gefräßige Mikroben, die Altpapier und Baumwolle zu Zucker verstoffwechseln können.
In einem Brief an ihren Mann brüstet sie sich mit ihrer neuen Errungenschaft. Nach einiger Zeit zerfallen der Brief und andere Papiergegenstände in seinem Arbeitszimmer zu Zucker. Entsetzt rast Leo Kaminski zu einer Leihbücherei, der er ein infiziertes Buch zurückgegeben hat. Hier wurde aber schon jedes Regal in Zucker verwandelt, und weitere Bücher wurden dort ausgeliehen, die infiziert wurden. 
Es stellt sich heraus, dass Lydia Kaminski-Smith ihrem Hund Zugang zu ihrem Labor gewährt hat, durch den vermutlich die Bakterien zur Landplage werden konnten. Auch andere Bakterien sind entkommen, welche Leo Kaminskis Auto nach der Unterredung mit seiner Frau in wenigen Minuten komplett verrosten lassen. Den Abflug eines Flugzeugs mit einem infizierten Schriftstück kommentiert er lapidar damit, dass nun wohl das papierlose „digitale Zeitalter“ endgültig angebrochen sei. 
Die Bakterien lassen die kostbaren Bestände der Nationalbibliotheken und das Papiergeld ebenso zu Zucker zerfallen wie Schulhefte, Akten, Protokolle und Toilettenpapier. Postboten müssen Telegramme und Briefe mündlich übermitteln. Als der designierte »Oskar-Flobell«-Preisträger Leo Kaminski die Folgen seiner Forschung erkennt, scheidet er, auch zermürbt von der Jagd durch die Polizei, spektakulär aus dem Leben. Seine Grabrede verliest der Pfarrer von Steintafeln.

## Sonstiges
Rainer Erler verarbeitete sein Drehbuch auch zu einem Roman, der erstmals 1989 unter dem Titel Zucker. Roman einer süßen Katastrophe im Herbig-Verlag erschien.